# Wspólnota administracyjna Netzschkau-Limbach
Wspólnota administracyjna Netzschkau-Limbach (niem. Verwaltungsgemeinschaft Netzschkau-Limbach) – wspólnota administracyjna w Niemczech, w kraju związkowym Saksonia, w okręgu administracyjnym Chemnitz, w powiecie Vogtland. Siedziba wspólnoty znajduje się w mieście Netzschkau.
Wspólnota administracyjna zrzesza jedną gminę miejską oraz jedną gminę wiejską: 
- Limbach
- Netzschkau